# New York State Archives
Les New York State Archives sont une unité du Bureau de l'éducation culturelle du New York State Education Department (Département de l'Éducation de l'État de New York), aux États-Unis. Leur siège social est situé au Cultural Education Center, sur Madison Avenue, à Albany.
La New York State Library et le New York State Museum sont également situés dans le Cultural Education Center.

## Histoire
Les New York State Archives sont créées en 1971 pour préserver et rendre accessibles les archives documentant l'histoire, les gouvernements, les événements et les peuples de l'État de New York, du XVIIe siècle à nos jours. Leur activité a débuté en 1978, avec l'ouverture du centre de stockage et de recherche de l'organisation au Cultural Education Center.

## Collections
Les Archives conservent et donnent accès à plus de 270 millions de documents datant de la période coloniale néerlandaise et britannique des XVIIe et XVIIIe siècles jusqu'à nos jours. Les Archives de l'État conservent des documents des pouvoirs législatif, judiciaire et exécutif du gouvernement de l'État. Ces documents traitent notamment des relations avec les Amérindiens, du canal Érié et de l'expansion vers l'ouest, du développement industriel, du travail, de l'essor du système moderne de protection sociale, de l'éducation publique, de la santé publique, du mouvement écologiste et de la participation des citoyens de l'État de New York à de nombreux conflits militaires. La collection comprend près de 13 000 documents relatifs à l'administration de la colonie de Nouvelle-Néerlande. De plus, les archives conservent les documents relatifs à la construction du canal Érié et du New York State Canal System, notamment des cartes, des dessins techniques et des négatifs sur plaque de verre. Enfin, la collection comprend plus de 50 000 scénarios de films des années 1920 aux années 1960. Un index consultable en ligne des scénarios de films est disponible sur le site web des Archives. Ce site offre un accès en ligne à plus de 100 000 images numériques de cartes, photographies et autres documents d'intérêt, ainsi qu'à un catalogue et des instruments de recherche en ligne avec des descriptions de tous les documents de la collection.

## Gestion des programmes de l'État
En 1987, les New York State Archives ont pris en charge la gestion et la destruction des archives de l'État, y compris la gestion du Centre des archives de l'État d'Albany. Une loi de 1988 a créé le Programme du patrimoine documentaire, qui fournit des services de conseil technique et des subventions sur appel d'offres aux sociétés historiques, musées, bibliothèques et autres organisations à but non lucratif détenant des archives historiques. Des services de conseil technique et des formations sont proposés gratuitement par le biais du programme des Services du patrimoine documentaire et de la préservation de l'État de New York (DHPSNY). Une loi de 1987 sur les archives des administrations locales a imposé la nomination de responsables de la gestion des archives dans 4 300 administrations locales, dont chaque comté, ville, village, école et district spécial. Un Fonds d'amélioration de la gestion des archives des administrations locales a été créé en 1989 afin de soutenir les services de conseil technique et les subventions sur appel d'offres aux administrations locales pour les aider à développer et à maintenir des programmes de gestion des archives. Grâce à ce programme, les Archives de l'État fournissent des conseils et un soutien technique en matière d'archives et de gestion des archives à toutes les régions de l'État. Plus de 250 millions de dollars de subventions ont été distribués depuis le lancement du programme.
Les New York State Archives sont au service des étudiants et des enseignants, des universitaires et des chercheurs, des représentants du gouvernement, des milieux juridiques et commerciaux, ainsi que du grand public. Elles encouragent les étudiants par le biais de prix, de bourses et de stages ; elles aident les enseignants à utiliser des documents historiques comme sources primaires en classe ; et offrent des bourses pour la recherche utilisant les archives de l'État. Le prix annuel de recherche étudiante (Student Research Award) offre une récompense financière aux élèves de l'État de New York de la 3e à la 5e année, de la 6e à la 4e année et de la 9e à la Terminale pour des projets utilisant des documents historiques. Les Archives gèrent une ressource en ligne destinée aux enseignants afin de soutenir l'utilisation des sources primaires en classe. Le système en ligne « Consider the Source » contient des milliers d'images de sources primaires ainsi que des ressources pédagogiques élaborées par les enseignants. Le programme de résidence de recherche Hackman offre des bourses de voyage aux chercheurs qui se rendent à Albany pour utiliser les ressources des Archives de l'État afin de mener des recherches et acquérir de nouvelles connaissances à partir de sources primaires. Le New York State Archives Partnership Trust, une organisation à but non lucratif créée en 1992, apporte son soutien à la préservation et à l'accès aux trésors des Archives de l'État, à des projets éducatifs qui mettent les archives historiques à la disposition des enseignants et des étudiants et à des programmes qui promeuvent les archives et l'histoire de l'État de New York et publie un magazine trimestriel, New York Archives, avec des articles et des essais photographiques sur l'histoire de l'État de New York.

## Partenariats
Le New York State Archives Partnership Trust est une société d'utilité publique de l'État de New York, située au sein du Cultural Education Center, dont la mission est de créer un fonds de dotation pour la préservation des archives. Le New York State Archives Partnership Trust est dirigé par un conseil d'administration et soutient un large éventail de programmes de préservation, d'éducation et de sensibilisation en soutien au travail des Archives de l'État. Il ne figure pas dans le rapport 2018 du Bureau du budget des autorités de l'État de New York.